# Ohasuta
Ohasuta (おはスタ?) è un programma televisivo per bambini condotto da Kōichi Yamadera. Viene trasmesso in Giappone in diretta televisiva nei giorni feriali (dalle 7:05 alle 7:30), ed è prodotto da TV Tokyo.

## Cast OhaSuta
- Kōichi Yamadera[1]
- Oha Girl (Serina, Nozomi, Fujiko)
- lunedì: Venus (Rina Sawayama)
- martedì: Ungirl, Francesco Bellissimo (Sebastian)
- mercoledì: Tekken
- giovedì: Setokun (Koji Seto)
- venerdì: Nankai Candies